# Мякотиха (Сямженский район)
Мякотиха — деревня в Сямженском районе Вологодской области.
Входит в состав Житьёвского сельского поселения, с точки зрения административно-территориального деления — в Житьёвский сельсовет.
Расстояние по автодороге до районного центра Сямжи — 18 км, до центра муниципального образования Житьёва — 4 км. Ближайшие населённые пункты — Ярыгино, Соболиха, Плосково.
По переписи 2002 года население — 1 человек.